# Templo de Trajano

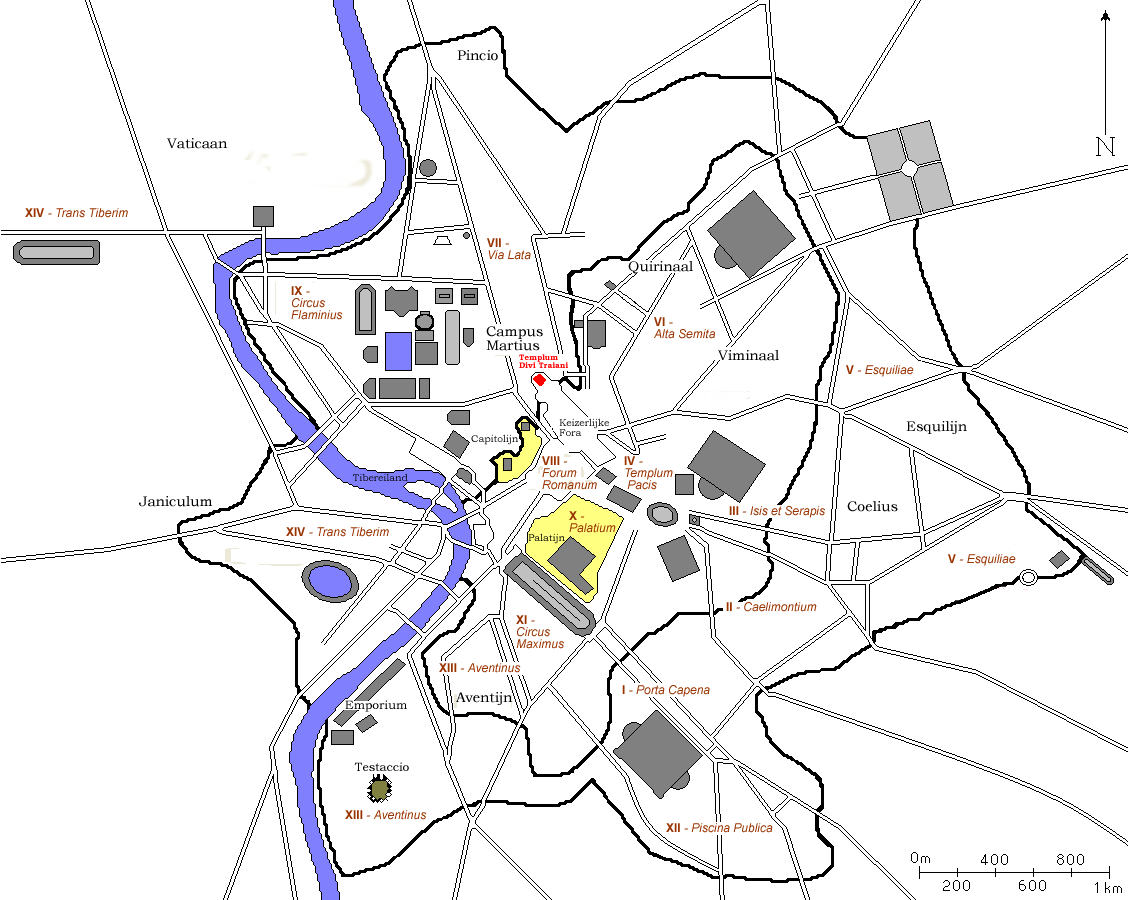
Localización (en rojo) del templo de Trajano en la Antigua Roma.

El templo de Trajano (o más exactamente, Templum Divi Traiani et Plotinae, "Templo de los divinos Trajano y Plotina") fue un templo romano construido en el Foro de Trajano de Roma por su hijo adoptivo y sucesor, Adriano, entre los años 125 y 138. Fue dedicado al emperador Trajano (fallecido en 117) y a su esposa Plotina (fallecida en 124) después de sus deificaciones por el Senado romano. Fue destruido durante la Edad Media. 

## Localización
Aunque las diversas investigaciones no han determinado todavía con precisión su ubicación, se supone que su localización sería la deseada por Trajano, en su foro, al borde del Campo de Marte. Se había supuesto que podría estar en el Palazzo Valentini y que este palacio habría reutilizado la piedra del templo para su construcción, pero las excavaciones arqueológicas no han encontrado ningún rastro del templo, sólo restos de insulae con cimientos no tan profundos como los que hubiese necesitado un templo de estas características. Esto podría situar posiblemente al templo en el centro de un patio del foro, rodeado de pórticos mirando hacia el Foro de Augusto o en otro lugar aún por descubrir (se han sugerido las dos salas de las bibliotecas, aunque tampoco parece probable) y no en una posición norte como había sido comúnmente aceptada por los arqueólogos durante más de un siglo.
En septiembre de 2011 ha aparecido una nueva interpretación proporcionada por el equipo arqueológico dirigido por Andrea Carandini, que no parece estar en conflicto, como se creía anteriormente, con la hipótesis de la presencia del Templo de los divinos Trajano y Plotina como estructura autónoma.
Las excavaciones dirigidas por Eugenio La Rocca en el Palazzo Valentini han aportado nuevas pruebas que pueden apoyar esta hipótesis. De acuerdo con esta posible reconstrucción, el templo vendría a insertarse en un espacio cerrado por un muro alto en forma de herradura con una columnata en proyección, basándose en comparaciones con otros edificios romanos (como el más convincente Templo de Antonino y Faustina en el Foro Romano, que presenta fundamentos para habitaciones) y podría haber tenido, dependiendo de los supuestos, seis u ocho columnas en su frontal.

## Historia
La inscripción dedicatoria del templo se conserva en los Museos Vaticanos, y probablemente pertenezca al templo una enorme columna monolítica de granito de 2m de diámetro, con un capitel de mármol blanco (2.12 m de alto por sí solo) que todavía se conserva cerca de la Columna de Trajano. Entre los muchos edificios que construyó Adriano, sólo fue en este en donde deseó colocar su nombre. El templo tuvo probablemente dimensiones enormes y estaría rodeado por un pórtico, como el Templo de Adriano. Sin embargo, Trajano no fue enterrado en el templo, sino en la base de la columna triunfal.